# 拉纳瓦德里科马利略
拉纳瓦德里科马利略，是西班牙卡斯蒂利亚-拉曼恰托莱多省的一个市镇。总面积40平方公里，总人口681人（2001年），人口密度17人/平方公里。